# Hildener Heide, östlich Taubenberg
Das 2 ha große Naturschutzgebiet Hildener Heide, östlich Taubenberg mit der Kennung ME-034 liegt östlich der Stadt Hilden im Kreis Mettmann. Im Hildener Stadtwald  - östlich der A3 gelegen - bildet das Naturschutzgebiet einen Verbund mit dem etwas nördlicher gelegenen 27 ha großen Naturschutzgebiet Hildener Stadtwald, Bereich Sandbach-Krebsbach (ME-033) und dem westlicher gelegenen 9 ha großen Naturschutzgebiet Hildener Stadtwald, Bereich Biesenbach (ME-026). Südöstlich liegen noch das 9 ha große Naturschutzgebiet Sandberg (ME-035) und südlich davon das 8 ha große Naturschutzgebiet Hildener Heide, südlich Sandberg (ME-028).

## Beschreibung
Die Feuchtheidefläche ist gut ausgeprägt, mit gut entwickelten Vorkommen von Glocken-Heide (Erica tetralix) und Moorlilie (Narthecium ossifragum).
Auf den abgeplaggten Stellen kommt Schmalblättriges Wollgras (Eriophorum angustifolium), Mittlerer Sonnentau (Drosera intermedia) und Rundblättriger Sonnentau (Drosera rotundifolia) vor. Durch Plaggen wird die oberste Vegetationsschicht, der Humus und eine geringe Schicht Mineralboden entfernt, um offene Pionierstandorte und Offenboden für Heide-Pflanzen (z. B. Heidekräuter, Moorlilien, Sonnentau), und Tiere (z. B. Weg- und Grabwespe, Ödlandschrecken, Kreuzotter und Steinschmätzer) zu schaffen, die auf solche nährstoffarmen Habitate spezialisiert sind.
An den trockeneren Rändern wächst Besenheide. Von allen Feuchtheidefragmenten im Naturschutzgebiet Hildener Heide ist dieses Heidemoor am besten entwickelt.

## Bedeutung
Das Naturschutzgebiet ist eine von mehreren NSG-Teilflächen im Hildener Stadtwald zwischen Hilden und Haan mit Moor- und Bruchwäldern, feuchten Eichen- und Birkenwäldern, naturnahen Sandbächen, Feuchtheiderelikten und Trockenheide sowie Feuchtwiesen. Es bildet mit der Ohligser Heide und dem Further Moor einen Biotopverbund auf der Bergischen Heideterrasse, die sich bis zur Wahner Heide erstreckt. Daher gehört das FFH-Gebiet zum natura-2000 Biotopnetz.

## Schutzziele
- Erhalt und Wiederherstellung von Feuchtheidefragmenten,
- Entwicklung arten- und torfmoosreicher Bruchwälder mit naturnahen Bachläufen und
- Optimierung eines Heideteiches mit Verlandungsgürteln.

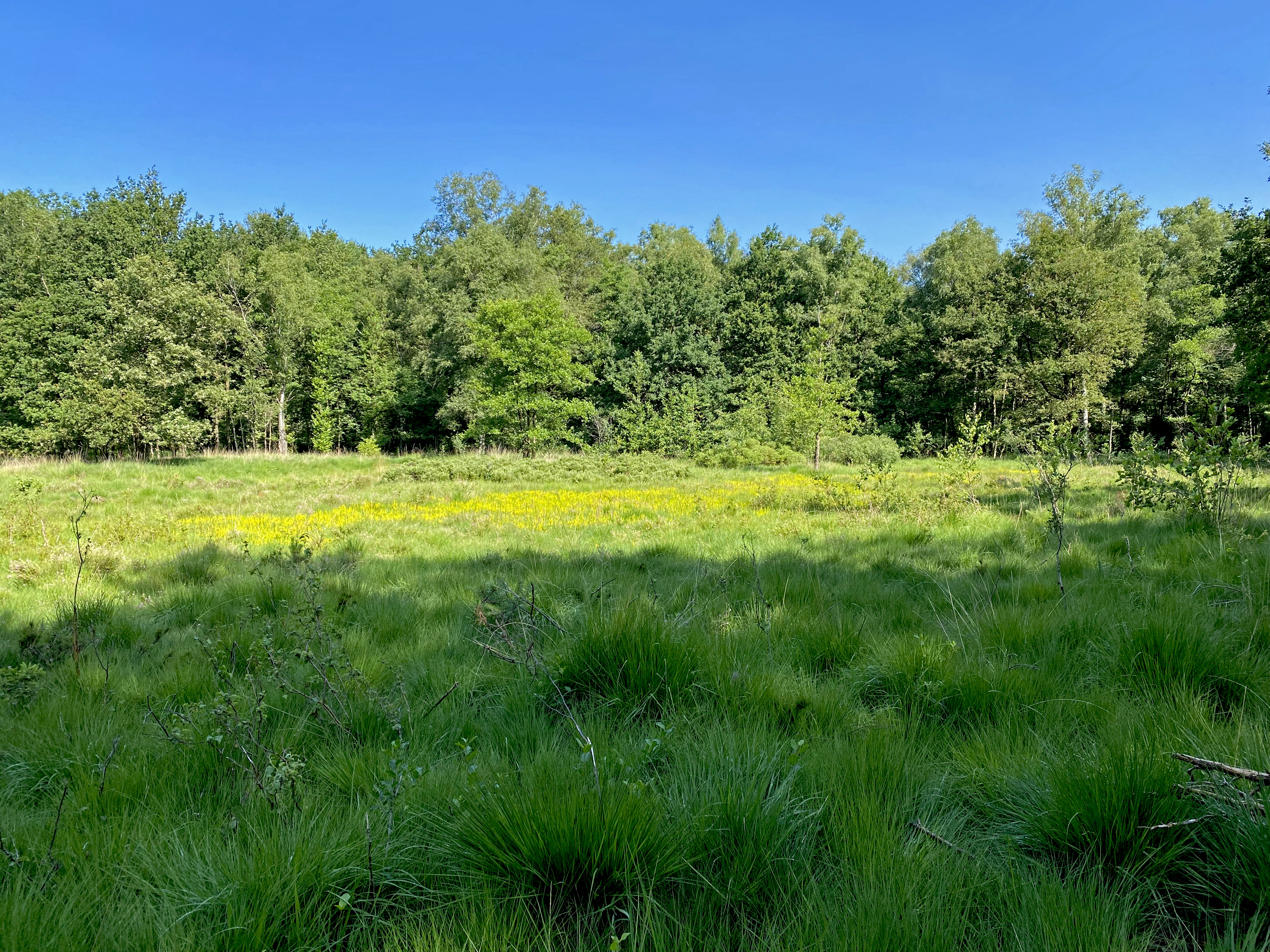
Schon von weitem erkennbar - große Bestände der gelben Moorlilie
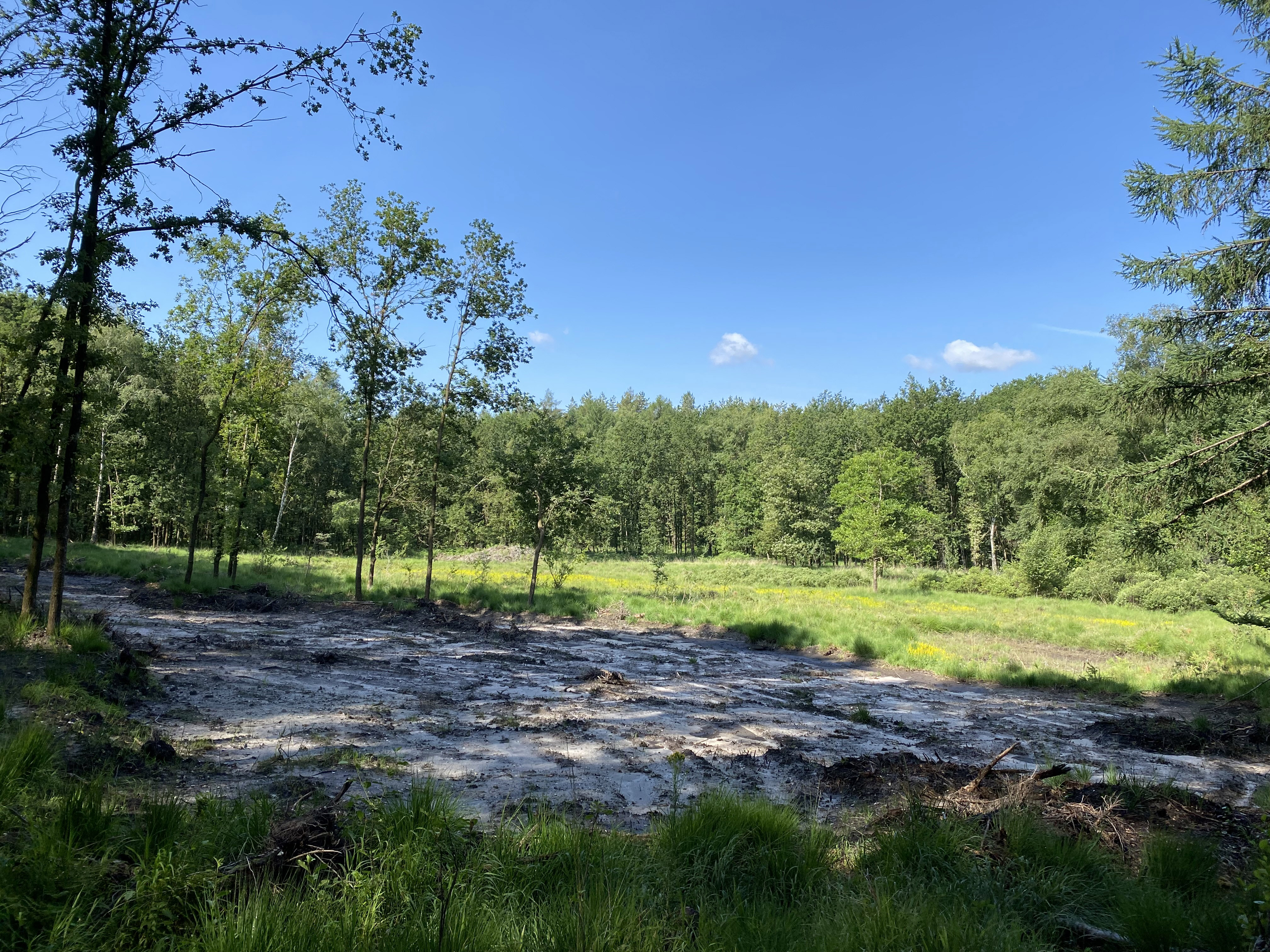
Abgeplaggter Bereich zur Regeneration des Heidemoors
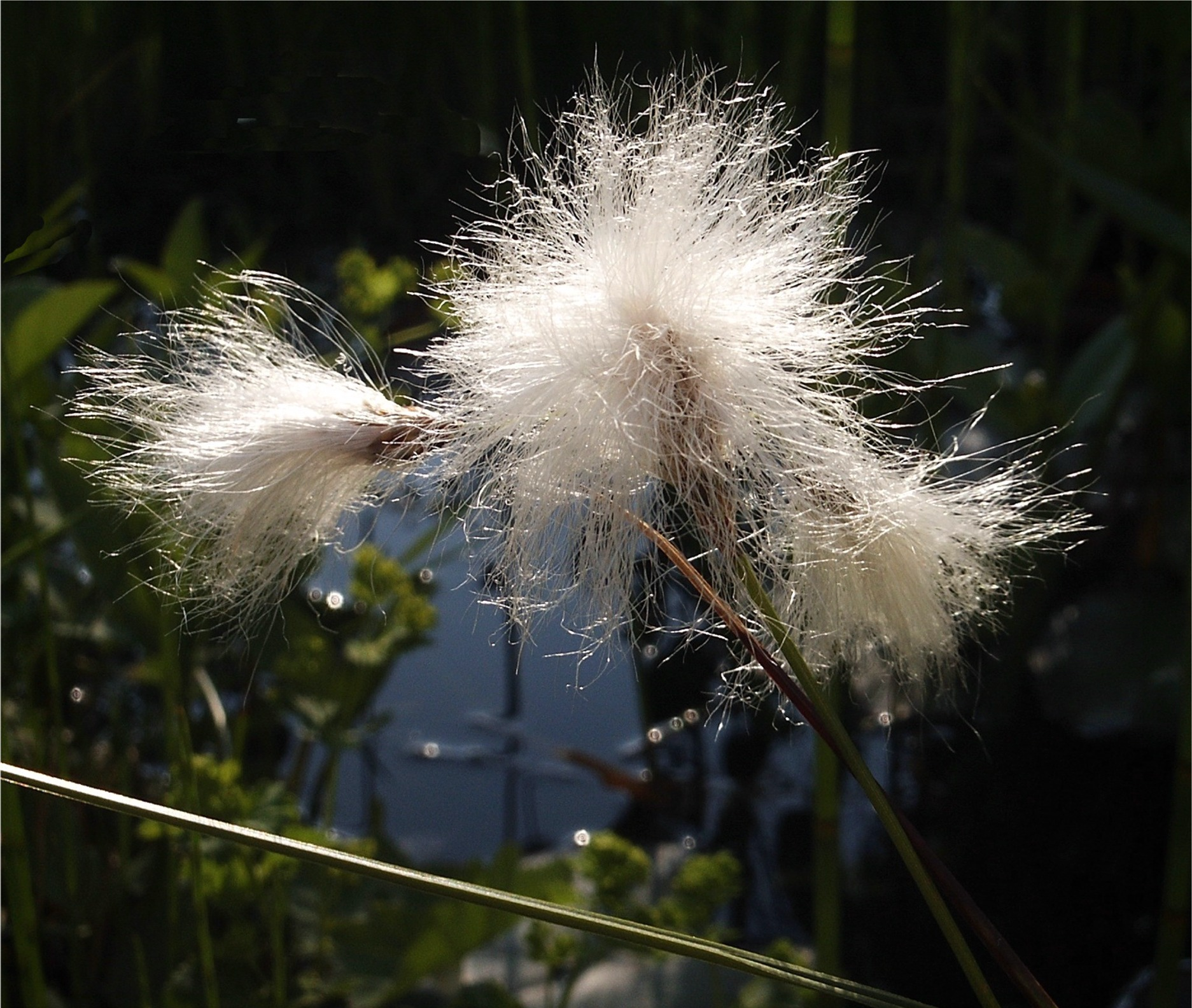
Schmalblättriges Wollgras (Eriophorum angustifolium)
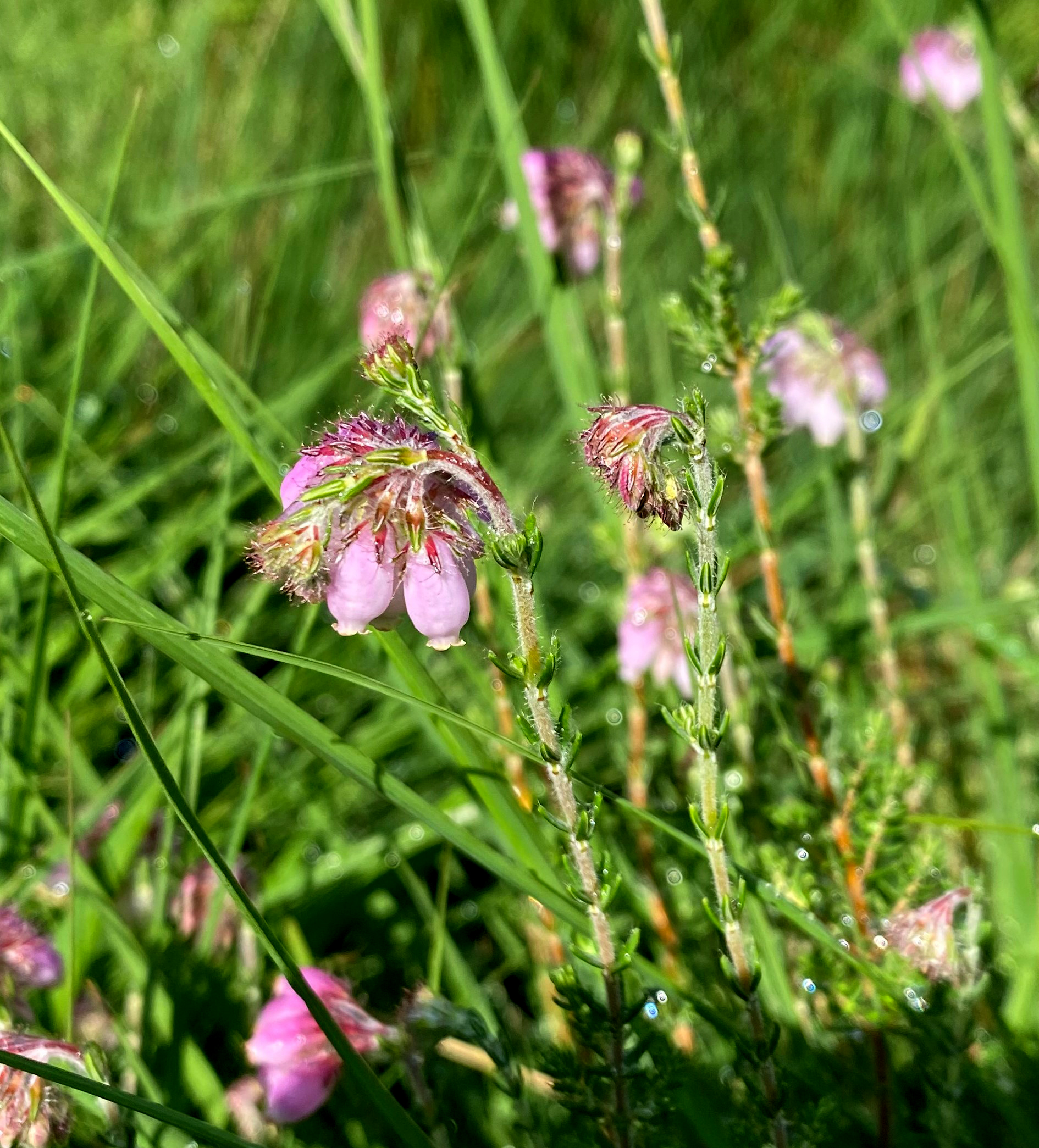
Glocken-Heide (Erica tetralix)
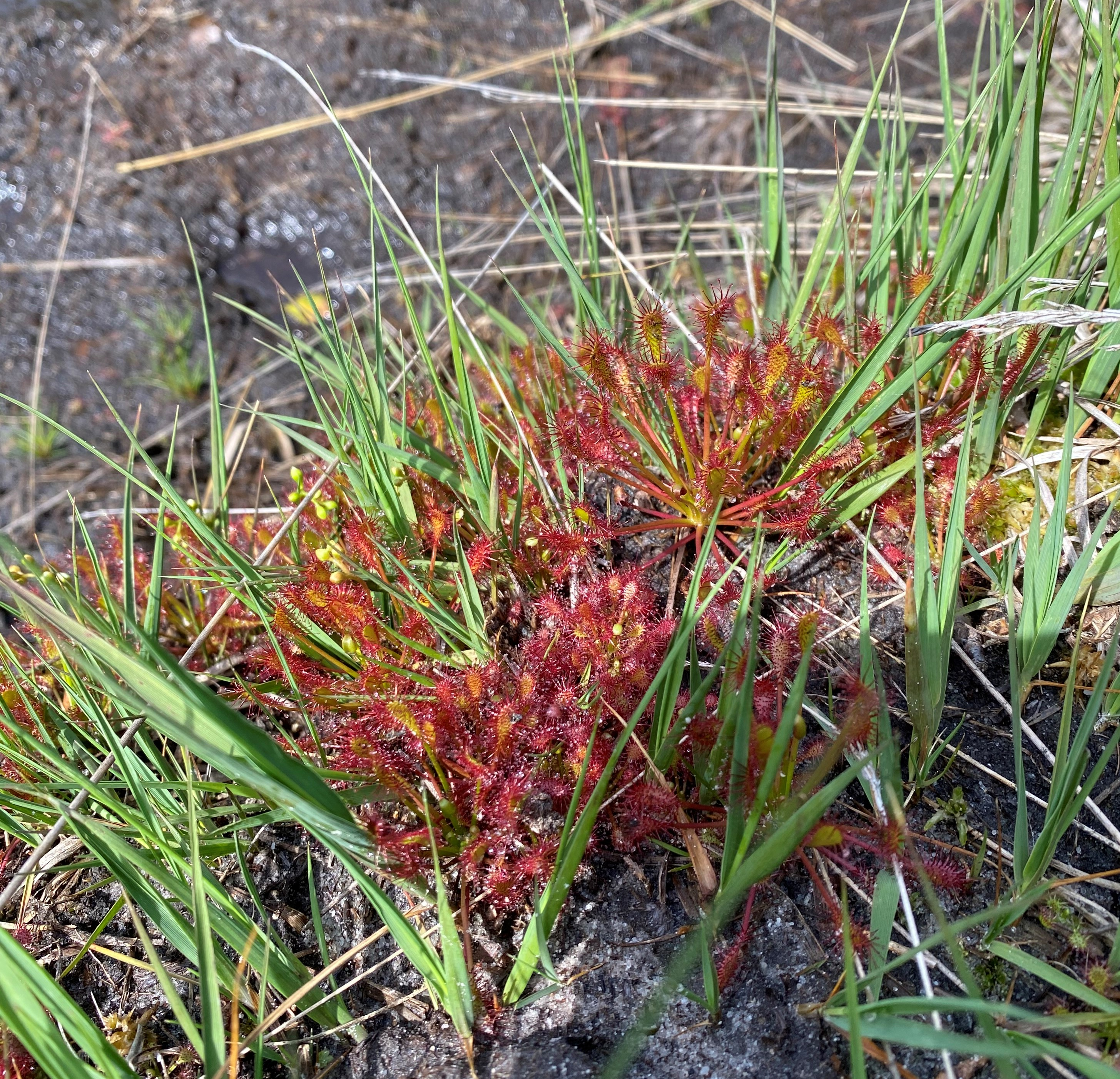
Mittlerer Sonnentau (Drosera intermedia)
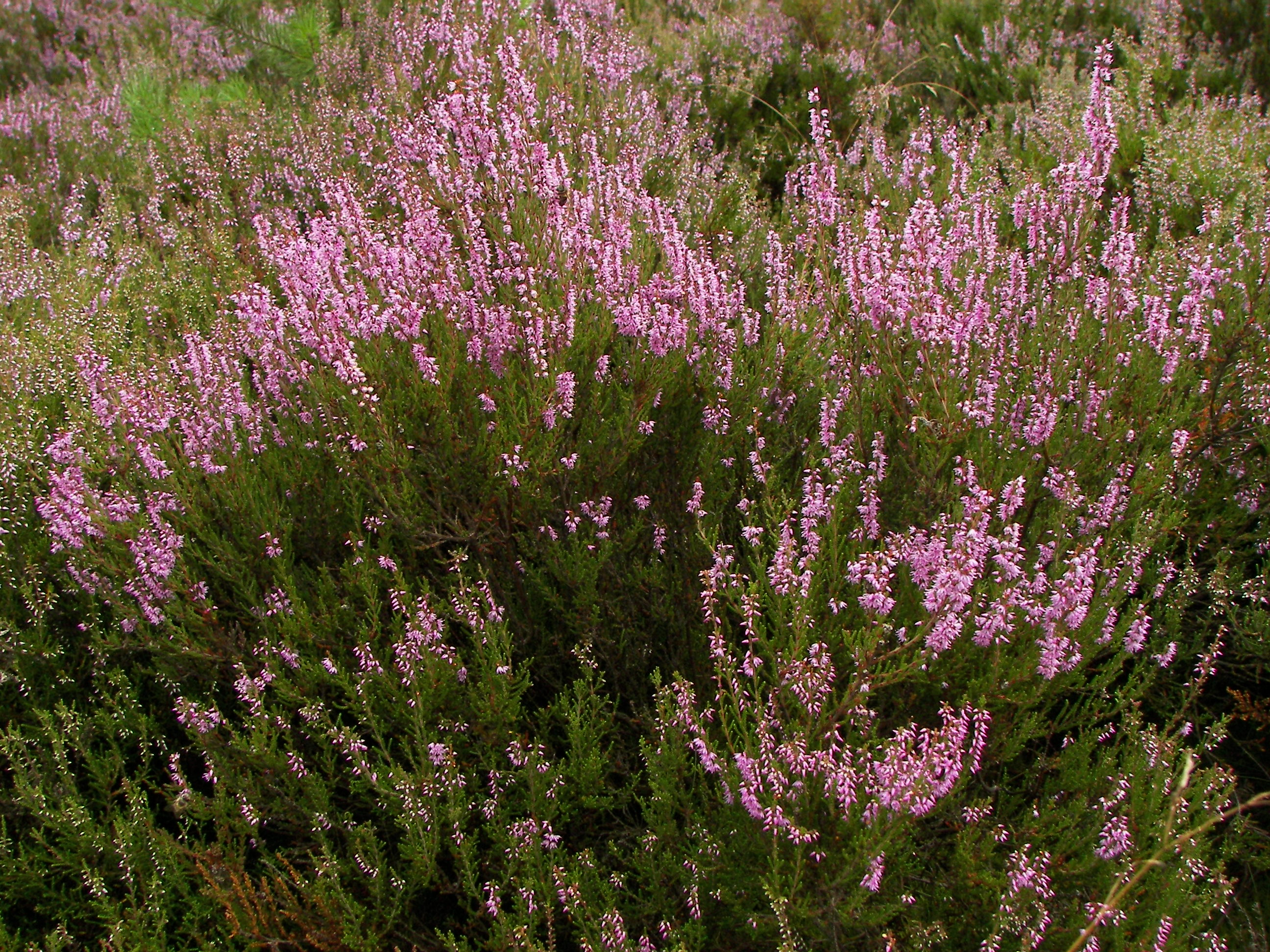
Besenheide (Erica calluna)
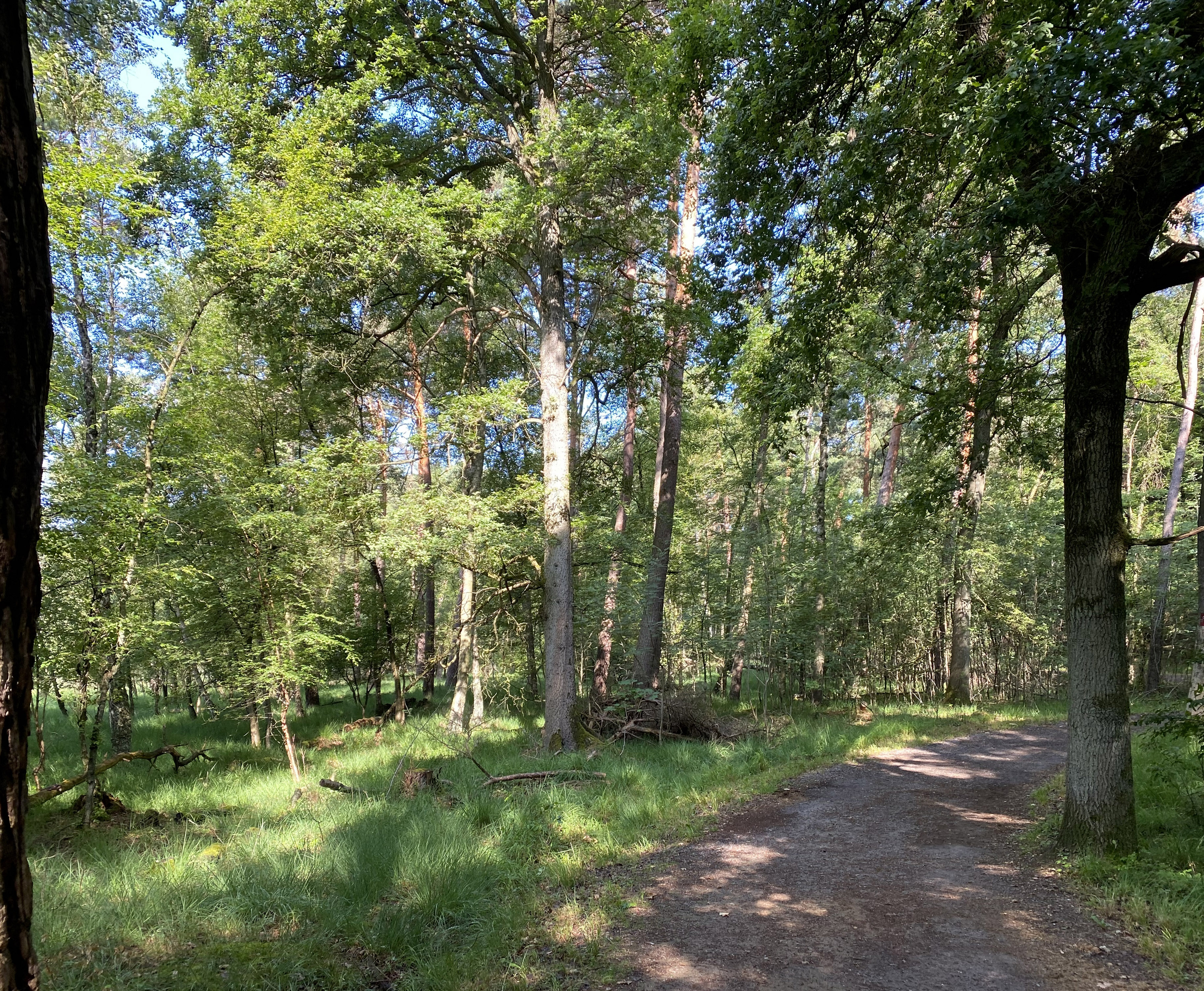
Waldrand um das Feuchtheidegebiet
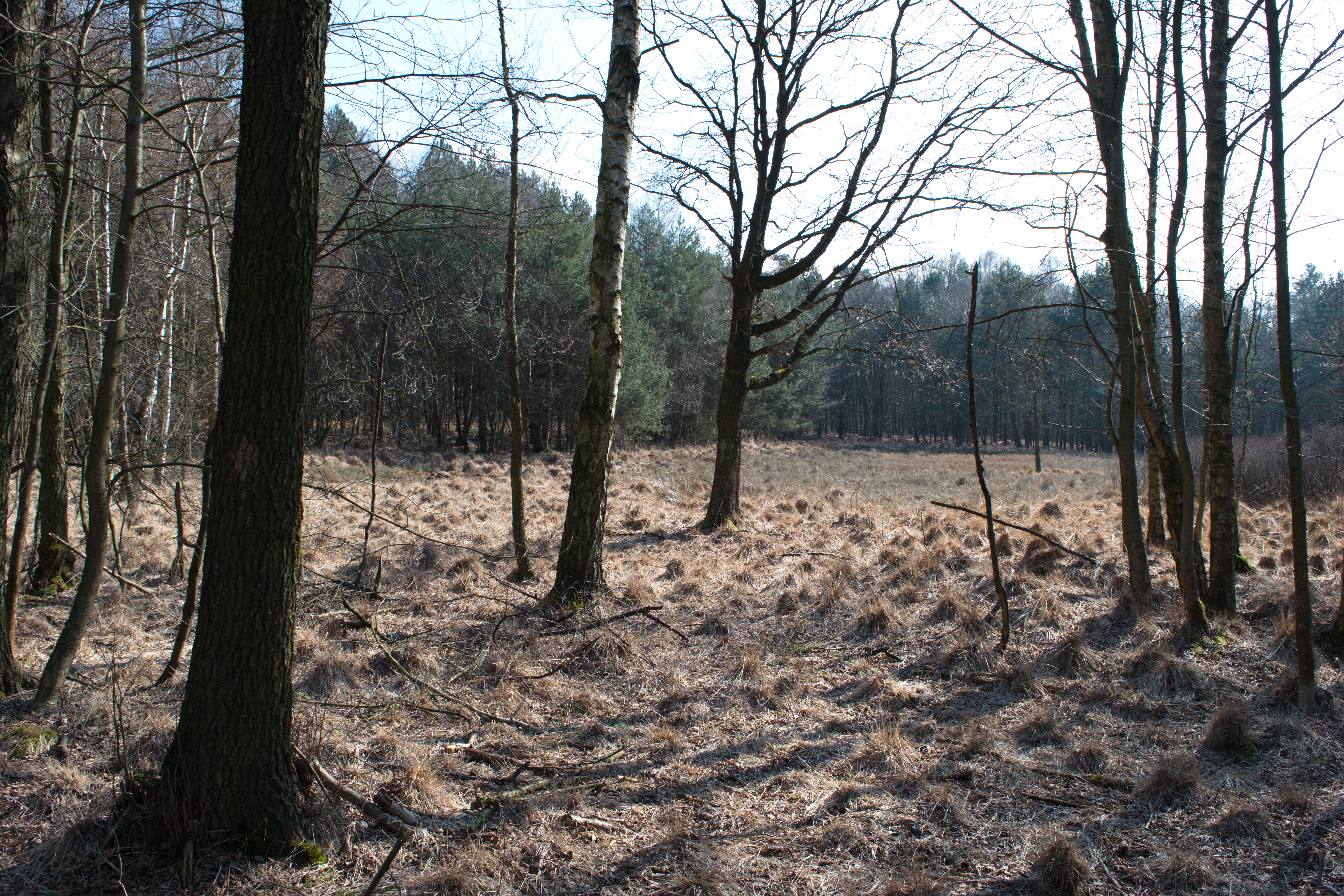
Hildener Heide im März 2016